# Colligis-Crandelain
Colligis-Crandelain és un municipi francès situat al departament de l'Aisne i a la regió dels Alts de França. L'any 2007 tenia 151 habitants.

## Demografia

### Població
El 2007 la població de fet de Colligis-Crandelain era de 151 persones. Hi havia 52 famílies de les quals 8 eren unipersonals (8 dones vivint soles i 8 dones vivint soles), 16 parelles sense fills, 24 parelles amb fills i 4 famílies monoparentals amb fills.
La població ha evolucionat segons el següent gràfic:
Habitants censats

### Habitatges
El 2007 hi havia 69 habitatges, 54 eren l'habitatge principal de la família, 10 eren segones residències i 5 estaven desocupats. Tots els 65 habitatges eren cases. Dels 54 habitatges principals, 43 estaven ocupats pels seus propietaris, 6 estaven llogats i ocupats pels llogaters i 5 estaven cedits a títol gratuït; 3 tenien dues cambres, 13 en tenien tres, 17 en tenien quatre i 21 en tenien cinc o més. 36 habitatges disposaven pel capbaix d'una plaça de pàrquing. A 22 habitatges hi havia un automòbil i a 23 n'hi havia dos o més.

### Piràmide de població
La piràmide de població per edats i sexe el 2009 era:
| Homes | Edats   | Dones |
| ----- | ------- | ----- |
| 0     | 95 o +  | 0     |
| 0     | 90 a 94 | 0     |
| 0     | 85 a 89 | 0     |
| 0     | 80 a 84 | 0     |
| 0     | 75 a 79 | 0     |
| 12    | 70 a 74 | 4     |
| 4     | 65 a 69 | 4     |
| 0     | 60 a 64 | 0     |
| 0     | 55 a 59 | 0     |
| 0     | 50 a 54 | 0     |
| 12    | 45 a 49 | 8     |
| 8     | 40 a 44 | 0     |
| 12    | 35 a 39 | 16    |
| 0     | 30 a 34 | 4     |
| 0     | 25 a 29 | 0     |
| 4     | 20 a 24 | 0     |
| 20    | 15 a 19 | 0     |
| 8     | 10 a 14 | 12    |
| 4     | 5 a 9   | 4     |
| 8     | 0 a 4   | 0     |

## Economia
El 2007 la població en edat de treballar era de 99 persones, 67 eren actives i 32 eren inactives. De les 67 persones actives 61 estaven ocupades (37 homes i 24 dones) i 6 estaven aturades (1 home i 5 dones). De les 32 persones inactives 5 estaven jubilades, 15 estaven estudiant i 12 estaven classificades com a «altres inactius».

### Ingressos
El 2009 a Colligis-Crandelain hi havia 65 unitats fiscals que integraven 163 persones, la mediana anual d'ingressos fiscals per persona era de 14.271 €.

### Activitats econòmiques
Els 2 establiments que hi havia el 2007 eren d'empreses de construcció.
Dels 2 establiments de servei als particulars que hi havia el 2009, 1 era una lampisteria i 1 empresa de construcció.
L'any 2000 a Colligis-Crandelain hi havia 6 explotacions agrícoles.

## Poblacions més properes
El següent diagrama mostra les poblacions més properes.